# Au moment d’être à vous
Au moment d'être à vous — второй концертный альбом франкоканадской певицы Изабель Буле, выпущенный компаниями V2 Records и les Productions Sidéral в двух вариантах (для Евросоюза и Канады) в сентябре 2002 и марте 2003.

## Альбом
Альбом был записан на концертах, проходивших 30—31 марта 2002 в Парижском Дворце конгрессов, и 4—5 апреля того же года в зале Уилфрид-Пелетье на площади Искусств в Монреале, в сопровождении Монреальского симфонического оркестра.
Диск составлен из композиций предыдущего студийного альбома Mieux qu'ici-bas и кавер-версий нескольких знаменитых французских песен из репертуара Лео Ферре, Эдит Пиаф, Сержа Реджани, Шарля Азнавура, Жильбера Беко и Жака Бреля. Также в альбом включена композиция Monopolis, которую Буле в середине 1990-х годов исполняла в Стармании.
Альбом имел большой успех во Франции, где 57 недель продержался в чартах, а также в Валлонской Бельгии и Швейцарии. Во Франции диск стал платиновым, разойдясь тиражом более 300 000 копий (290 000 продаж в 2002 и 139 000 в 2003).

## Список композиций

### Французская версия
| #  | Название                       | Длина | Оригинальный исполнитель | Автор(ы)                        |
| -- | ------------------------------ | ----- | ------------------------ | ------------------------------- |
| 1  | Au moment d'être à vous        | 4:35  | Изабель Буле             | Дидье Големанас / Даниель Сефф  |
| 2  | Avec le temps                  | 4:33  | Лео Ферре                | Лео Ферре                       |
| 3  | Monopolis                      | 4:27  | Стармания                | Мишель Берже, Люк Пламондон     |
| 4  | Ma fille                       | 4:36  | Серж Реджани             | Раймон Бернар, Эдди Марней      |
| 5  | Mieux qu’ici-bas               | 4:14  | Изабель Буле             | Дидье Големанас / Даниель Сефф  |
| 6  | Perce les nuages               | 4:10  | Изабель Буле             | Поль Дареш                      |
| 7  | Répondez-moi                   | 4:28  | Франсис Кабрель          | Франсис Кабрель                 |
| 8  | C'était l’hiver                | 4:00  | Франсис Кабрель          | Франсис Кабрель                 |
| 9  | Je t’oublierai, je t’oublierai | 3:42  | Изабель Буле             | Люк Пламондон, Рикардо Коччанте |
| 10 | Parle-moi                      | 3:48  | Изабель Буле             | Дж. Каплер                      |
| 11 | Quelques pleurs                | 3:50  | Изабель Буле             | Дж. Каплер                      |
| 12 | Un jour ou l’autre             | 4:07  | Изабель Буле             | Мари Флоранс Гро, Патрик Брюэль |
| 13 | Non, je ne regrette rien       | 3:26  | Эдит Пиаф                | Мишель Вокер, Шарль Дюмон       |
| 14 | La mamma                       | 5:34  | Шарль Азнавур            | Шарль Азнавур, Робер Галль      |
| 15 | Et maintenant                  | 4:20  | Жильбер Беко             | Жильбер Беко, Пьер Деланоэ      |
| 16 | Amsterdam (a capella)          | 3:46  | Жак Брель                | Жак Брель                       |
| 17 | Sans toi (bonus track)         | 3:41  | Изабель Буле             | Ф. Кокурек, Дж. Каплер          |

### Канадская версия
| №   | Название                                                                               | Длительность |
| --- | -------------------------------------------------------------------------------------- | ------------ |
| 1.  | «Au moment d'être à vous» (Дидье Големанас / Даниель Сефф)                             | 4:37         |
| 2.  | «Le retour de Don Quichotte» (Мишель Ривар)                                            | 5:48         |
| 3.  | «Avec le temps» (Лео Ферре)                                                            | 5:17         |
| 4.  | «Pour un ami condamné» (Люк Пламондон)                                                 | 4:23         |
| 5.  | «Monopolis» (Мишель Берже, Люк Пламондон)                                              | 4:30         |
| 6.  | «Brésil/Amor, Amor/Symphonie» (Алекс Элстон / Жак Ланю / Ркардо Лопес / Габриель Руис) | 4:37         |
| 7.  | «Ma fille» (Раймон Бернар, Эдди Марней)                                                | 4:36         |
| 8.  | «Mieux qu'ici bas» (Дидье Колеманас / Даниель Сефф)                                    | 4:13         |
| 9.  | «C'était l'hiver» (Франсис Кабрель)                                                    | 4:02         |
| 10. | «Non, je ne regrette rien» (Мишель Вокер, Шарль Дюмон)                                 | 3:25         |
| 11. | «La mamma» (Шарль Азнавур, Робер Галль)                                                | 5:37         |
| 12. | «Et maintenant» (Жильбер Беко, Пьер Деланоэ)                                           | 4:24         |
| 13. | «Nos rivières» (Даниель Сефф)                                                          | 5:55         |

## Чарты
| Чарт (2002—2003)      | Место |
| --------------------- | ----- |
| Canadian Albums Chart | 7     |
| Top Albums France     | 4     |
| Ultratop (Wallonia)   | 5     |
| Swiss Albums Chart    | 8     |